# Onomastus nigrimaculatus
Onomastus nigrimaculatus là một loài nhện trong họ Salticidae.
Loài này thuộc chi Onomastus. Onomastus nigrimaculatus được Zhang & Li miêu tả năm 2005.